# 伊格爾-韋爾 (科羅拉多州)
伊格爾-韋爾（英語：Eagle-Vail）是位於美國科羅拉多州伊格爾縣的一個非建制地區。該地的面積和人口皆未知。

## 地理
伊格爾-韋爾的座標為39°37′17″N 106°29′32″W / 39.62139°N 106.49222°W，而該地的平均海拔高度為2476米（即8120英尺）。